# Punkt.se
Inte att förväxlas med gratistidningen Punkt SE.
Punkt.se var en svensk webbsöktjänst som startades 1996 av Patrik Stymne, Johan Sandström och Rikard Lindström på Spray. Punkt.se grundade sig på den officiella listan över registrerade domäner under toppdomänen .SE, därav namnet. I samband med lanseringen av Sprays webbportal fick sökmotorn namnet Spray sök. Där har söktjänsten vidareutvecklats och sammanförts med Lycos Europe söktjänster.